# Always Outnumbered, Never Outgunned
Always Outnumbered, Never Outgunned é o quarto álbum de estúdio da banda inglesa de música eletrônica The Prodigy, lançado em 2004.

## Faixas
1. "Spitfire"
2. "Girls"
3. "Memphis Belle"
4. "Get Up Get Off"
5. "Hot Ride"
6. "Wake Up Call"
7. "Action Radar"
8. "Medusa's Pathenvie"
9. "Phoenix"
10. "You'll Be Under My Wheels"
11. "Way It Is"
12. "Shoot Downenvie"
13. "More Girls"